# Kristijonas Donelaitis

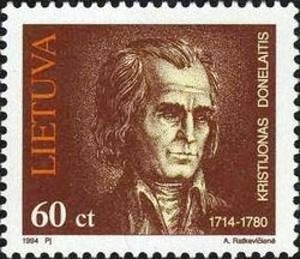
Donelaitis på ett litauiskt frimärke från 1994.

Kristijonas Donelaitis född 1 januari 1714 i Lasdinehlen, Gumbinnen, död 18 februari 1780 i Tolmingkehmen, var en litauisk författare.
Donelaitis studerade teologi i Königsberg och verkade som präst från 1743 till sin död. Han översatte psalmer till litauiska samt skrev dikter på tyska och litauiska, sex fabler samt Litauens nationalepos Metai (= Årstiderna).
Det finns flera separata översättningar av "Årstiderna" till tyska. Två har publicerats 1869 och 1966. Det finns också minst två översättningar till engelska, 1967 och 1985. Och, som nedan anges, en till svenska 1991.
I ett avseende var Donelaitis en genuin pionjär. I förordet till den tyska upplagan 1966 skriver översättaren Hermann Buddensieg att 'Donelaitis är den första inom den västerländska kulturen som har skrivit ett skönlitterärt arbete om vanliga människor.'
En kuriositet ur "Årstiderna". En man har mardrömmar om att ett vilt djur angriper honom. Han får rådet att ställa ett gevär direkt vid sängen - geväret skulle kunna ingå i drömmarna, så att han kunde försvara sig.